# 기후학
기후학(氣候學, 영어: climatology, climate science)은 기후를 취급하는 자연과학의 한 분야이다. 자연지리학의 한 분야이기도 하고 기상학의 한 분야이기도 하다.
여기서 말하는 기후는 이전에는 "어느 특정 지점(지역)의 대기의 평균 상태"를 가리키고 있었다. 이 구성요소인 기온이나 강수량을 데이터로부터 산출해 그 출현 빈도와 평균치와의 차이 등을 연구하고 있었다. (쾨펜의 기후 구분 등) 그러나 근대 이후 항공 기술의 발달 등에 의해 기상 현상을 파악하는 기술이 향상되면서 기상 현상의 과정이나 메커니즘을 파악하는 것에 중점을 두는 학문으로 변화해 갔다.
취급하는 분야로부터 총관기후학, 물리기후학, 농업기후학, 날씨기후학 등의 일반기후학, 기후지리학, 취급하는 규모로부터 대·중·소·미의 각 기후학, 더 나아가 지질시대의 기후 복원 등을 실시하는 고기후학 등으로 세분화된다.
최근에 조명받고 있는 지구온난화, 열섬 현상, 엘니뇨, 산성비 등의 환경 문제의 접근에서도 기후학이 하는 역할은 빠뜨릴 수 없다.

## 같이 보기
- 생물지구화학
- 지구물리학